# Ingegärd Abenius
Ingegärd Nanny Kristina Abenius, född 24 januari 1931 i Göteborg, död 14 februari 2004 i Lidingö, var en svensk fotograf.
Hon studerade 1949–1951 vid Svenska Slöjdföreningens skola, 1957 i Italien och 1958 i USA. Åren 1973–1983 var hon frilansande fotolärare inom teater, reportage, porträtt, natur och arkitektur och medarbetare i olika tidningar och tidskrifter. Hennes foton har visats på utställningar i Stockholm, Göteborg, Malmö, Helsingborg och Boston.
Ingegärd Abenius är begravd på Lidingö kyrkogård. Hon var gift 1954–1973 med Pål-Nils Nilsson och från 1976 med Harry Herzenberg.